# 大埔道

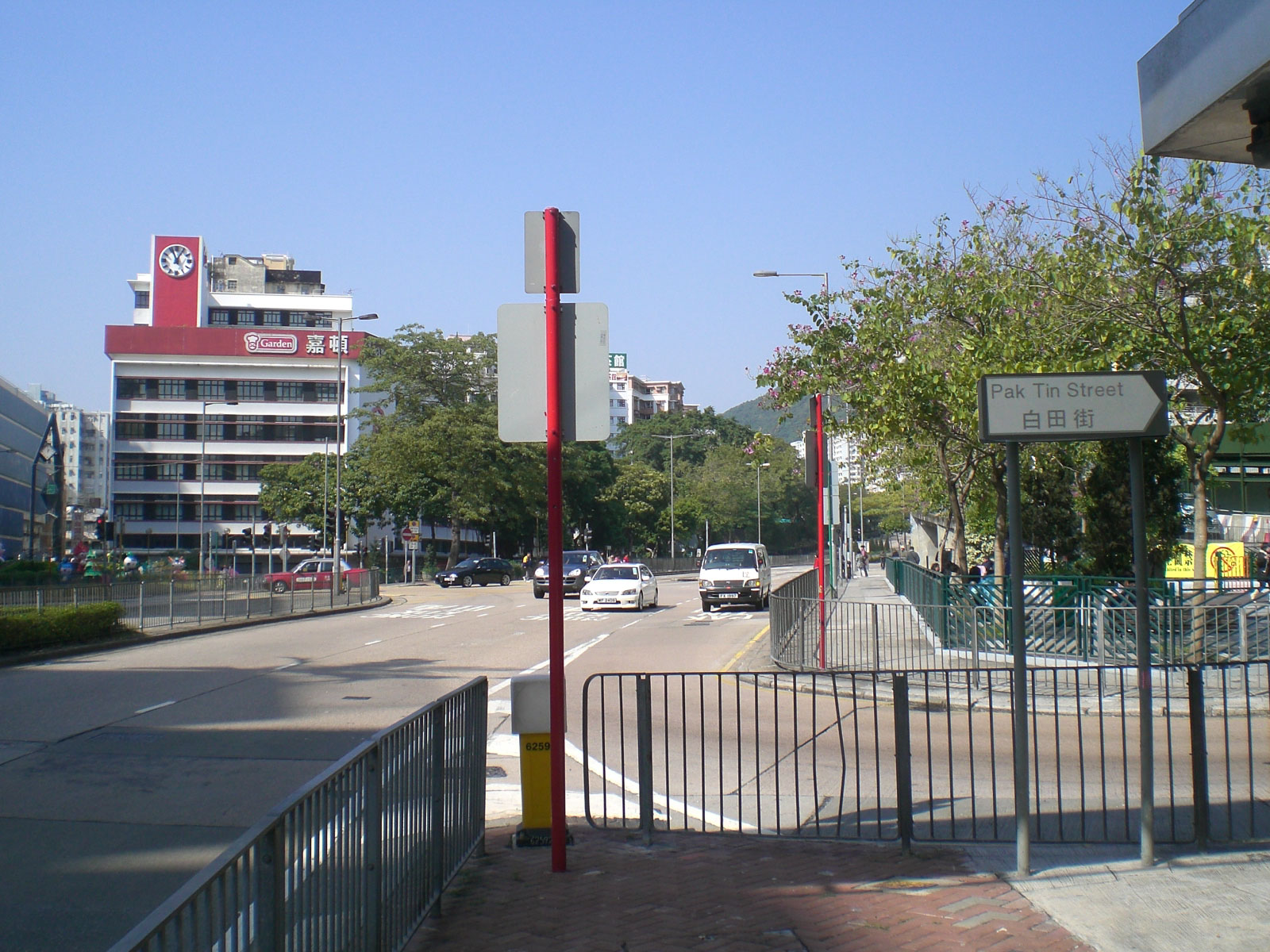
大埔道與白田街交界

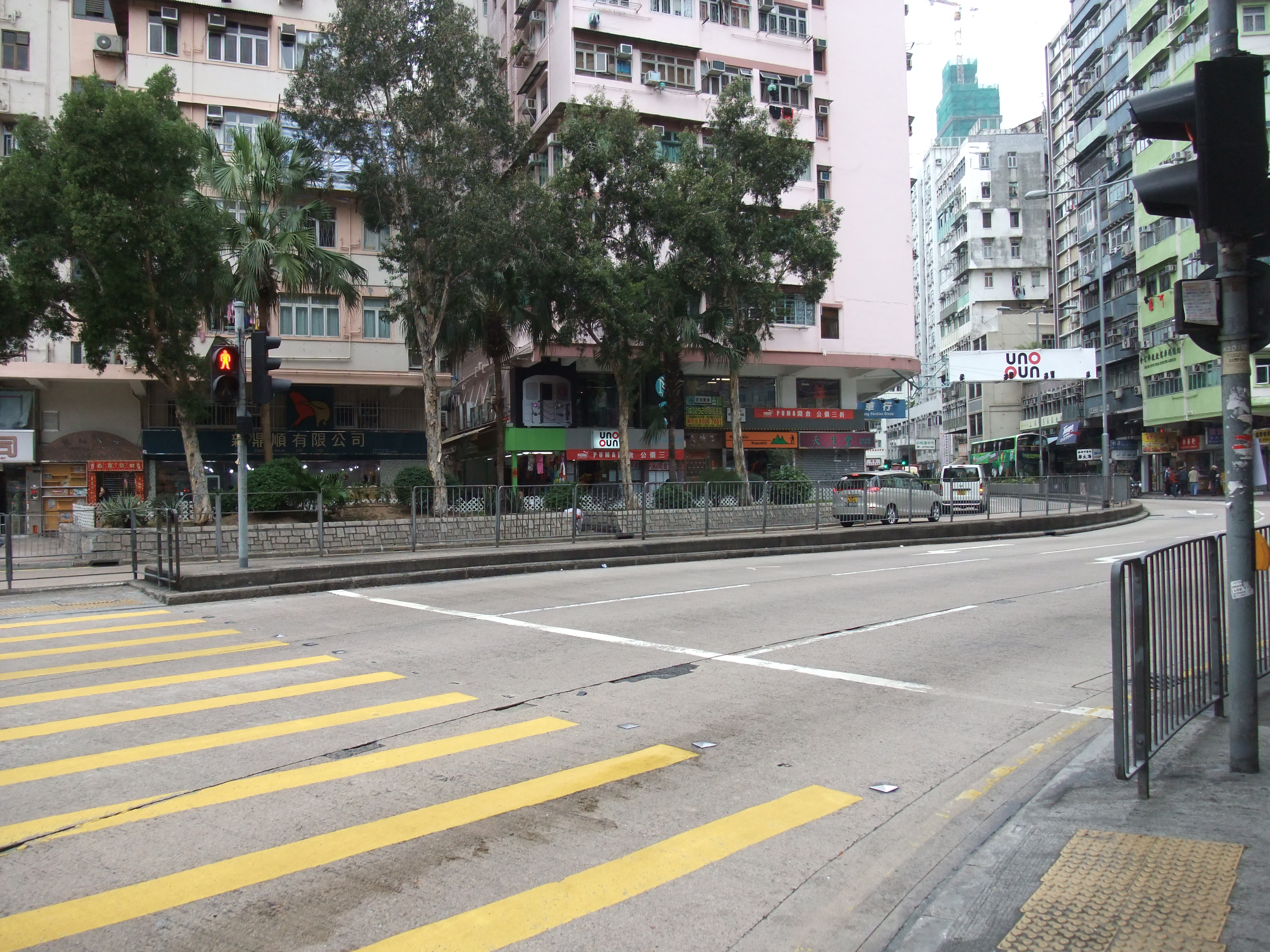
大埔道的南端起點

大埔道（英語：Tai Po Road）為大埔公路在香港市區的一段，因此並非位於大埔區。它與青山道（青山公路在市區的一段），同樣是香港早期連接市區和新界地區的重要公路。

## 概要
大埔公路和青山公路之興建目的為接駁九龍與新界東和新界西，方便開發新界，而大埔道就是大埔公路在新九龍市區內的一段。在30年代之前，大埔道的南端在荔枝角道交界處與上海街連接，直至港英政府開始發展深水埗一帶時改與彌敦道連接。
大埔道大部份位於深水埗區內，由往日舊九龍市區邊緣的太子彌敦道興界限街交界起，經過深水埗市區，於蘇屋邨對上的山坡有分層道路交匯處連接龍翔道和呈祥道，全段雙程行車，大埔道北端位於郝德傑道交界，並接上大埔公路－琵琶山段繼續通往新界東。
雖然官方分段如此，但一般而言，香港市民在談及新界東至九龍市區間的行車通道時，會以「大埔道」之名泛稱此通道，其中實際上包括了九龍市區至沙田間的多段大埔公路。

## 沿路著名建築
- 蘇屋邨
- 薩凡納藝術設計學院
- 石硤尾邨美荷樓
- 嘉頓中心

## 連接道路（南至北）
- 彌敦道、界限街、長沙灣道交界
- 白楊街
- 福華街
- 楓樹街
- 福榮街
- 西洋菜里
- 黃竹街
- 元州街
- 石硤尾街
- 南昌街
- 北河街
- 青山道
- 白田街
- 龍翔道
- 呈祥道
- 深水埗沙田分界線（琵琶山，大埔公路琵琶山段、郝德傑道）